# 노르웨이 왕궁

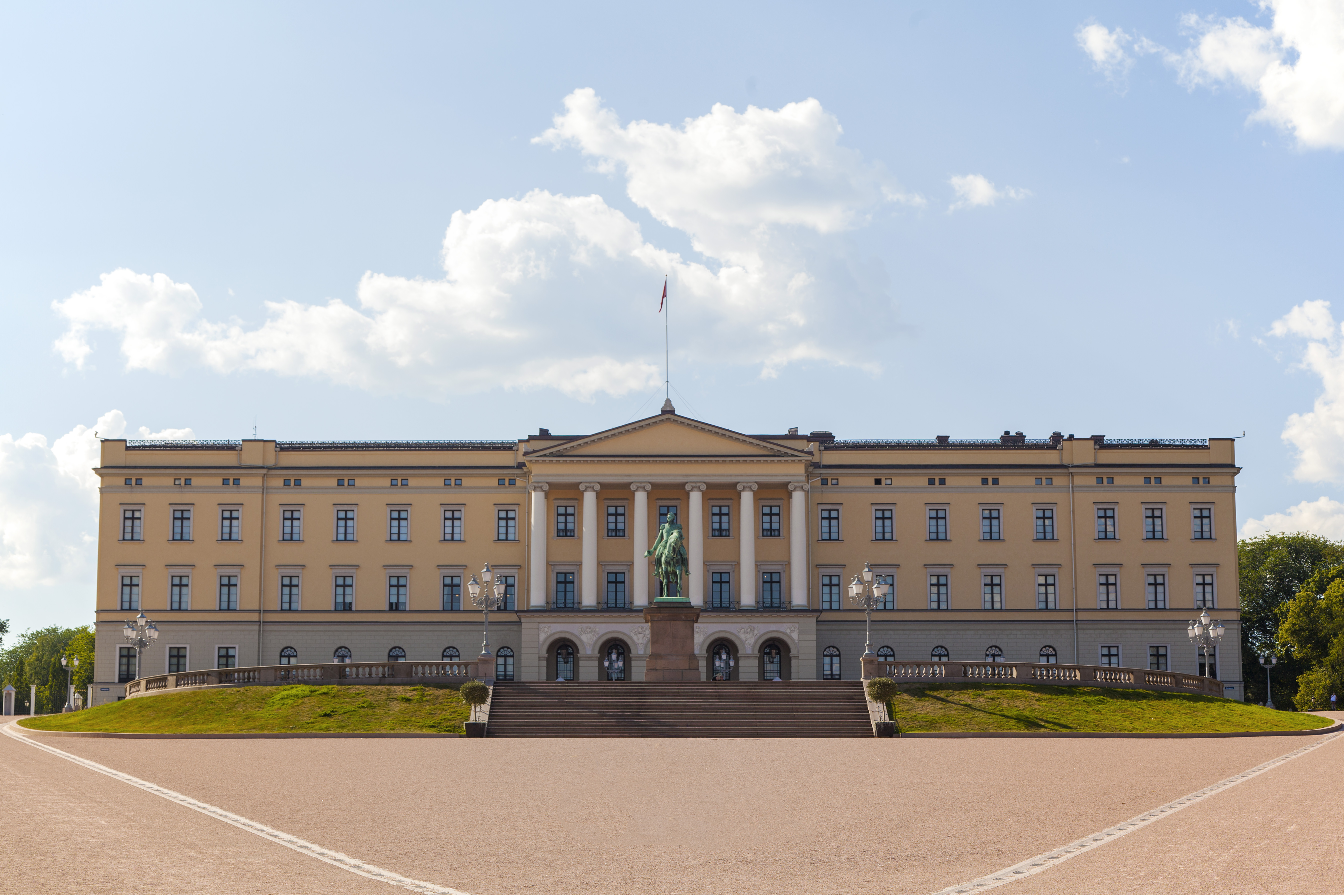
노르웨이 왕궁의 정면

노르웨이 왕궁은 오슬로에 위치한 노르웨이의 왕궁으로서 19세기 초에 지어졌다. 노르웨이와 스웨덴의 왕가가 머물던 곳으로 쓰이기도 하였으며 현재 노르웨이 국왕의 공식 관저이다.
궁전이 완성되기까지 베르나도체 왕가의 사람들은 크리스챠니아의 웅장한 저택에서 머물렀다. 노르웨이의 찰스 3세는 궁의 완성 전에 승하하였지만 후계자인 오스카 1세와 찰스 5세, 오스카 2세는 정기적으로 머물렀다. 크리스챠니아는 지금의 오슬로를 뜻한다. 왕에 따라 차이가 나타나지만 대개는 스웨덴의 수도 스톡홀름에 머물다 일 년의 몇 개월만을 오슬로로 와서 머물렀다. 오스카 2세가 빈번하게 방문하였지만 여름만큼은 다른 곳에서 보내기를 즐겼고 여왕이었던 소피아는 건강 문제로 국경 인근의 Skinnarbøl라는 곳에서 머물렀다.
베르나도체 왕조는 1905년 왕가에서 물러나고 덴마크의 왕자 칼이 하콘 7세(Haakon VII)가 되어 노르웨이 독립국의 국왕직을 잇게 된다. 그는 궁전을 영구적으로 사용하게 된 첫 군주이기도 하다. 궁전의 디자인은 덴마크 태생의 건축가 한스 디텔브 프랑시수스 린스토우가 맡았으며 계획은 원래 노르웨이 국회로 하려했다가 궁전으로 변경된 것으로 전한다. 1825년 왕이 직접 초석을 내렸으며 1849년 완공되었다. 오스카 1세 때의 일이었다.
1957년~1991년까지 올라브 5세의 통치 기간 동안 왕궁의 개보수는 이루어지지 못했고 상당수의 성곽이 그대로 남아 있었다. 현재의 국왕인 하랄드 5세 대에 와서야 보수 작업이 본격적으로 이뤄졌다. 만족할 만한 상태로 이끌어내기란 상당히 어려웠던데다 비용이 커 비판도 많이 받았다. 2002년 개방이 전면 허용되면서 일반 대중이 궁전의 위엄을 직접 볼 수 있게 되었다.